# Brasil Open 2001 - Qualificazioni singolare maschile
Le qualificazioni del singolare maschile del Brasil Open 2001 sono state un torneo di tennis preliminare per accedere alla fase finale della manifestazione. I vincitori dell'ultimo turno sono entrati di diritto nel tabellone principale. In caso di ritiro di uno o più giocatori aventi diritto a questi sono subentrati i lucky loser, ossia i giocatori che hanno perso nell'ultimo turno ma che avevano una classifica più alta rispetto agli altri partecipanti che avevano comunque perso nel turno finale.
Le qualificazioni del torneo Brasil Open 2001 prevedevano 32 partecipanti di cui 4 sono entrati nel tabellone principale.

## Teste di serie
1. Fernando González (Qualificato)
2. Ricardo Mello (Qualificato)
3. Daniel Melo (secondo turno)
4. Francisco Costa (Qualificato)

1. Ignacio Hirigoyen (ultimo turno)
2. Gastón Etlis (ultimo turno)
3. Marcos Daniel (ultimo turno)
4. Júlio Silva (secondo turno)

## Qualificati
1. Fernando González
2. Ricardo Mello

1. Mashiska Washington
2. Francisco Costa

## Tabellone

### Legenda
| - Q = Qualificato - WC = Wild card - LL = Lucky loser | - ALT = Alternate - SE = Special Exempt - PR = Protected Ranking | - w/o = Walkover - r = Ritirato - d = Squalificato |

### Sezione 1
|  | Primo turno       | Primo turno       | Primo turno       | Primo turno | Primo turno |  |  | Secondo turno | Secondo turno     | Secondo turno     | Secondo turno | Secondo turno |   |    | Ultimo turno | Ultimo turno      | Ultimo turno | Ultimo turno | Ultimo turno |  |
|  |                   |                   |                   |             |             |  |  |               |                   |                   |               |               |   |    |              |                   |              |              |              |  |
|  |                   |                   |                   |             |             |  |  |               |                   |                   |               |               |   |    |              |                   |              |              |              |  |
|  |                   |                   |                   |             |             |  |  | 1             | Fernando González | Fernando González | 6             | 6             |   |    |              |                   |              |              |              |  |
|  | Marcelo Melo      | Marcelo Melo      | Marcelo Melo      | 6           | 7           |  |  |               | Marcelo Melo      | Marcelo Melo      | 1             | 1             |   |    |              |                   |              |              |              |  |
|  | Jonathan Sucupira | Jonathan Sucupira | Jonathan Sucupira | 3           | 5           |  |  |               |                   |                   |               |               |   |    | 1            | Fernando González | 65           | 6            | 7            |  |
|  | Mark Hilton       | Mark Hilton       | 4                 | 6           | 6           |  |  |               |                   | 6                 | Gastón Etlis  | 7             | 3 | 68 |              |                   |              |              |              |  |
|  | Alexandre Bonatto | Alexandre Bonatto | 6                 | 1           | 1           |  |  |               | Mark Hilton       | 6                 | 2             | 4             |   |    |              |                   |              |              |              |  |
|  |                   |                   |                   |             |             |  |  | 6             | Gastón Etlis      | 3                 | 6             | 6             |   |    |              |                   |              |              |              |  |
|  |                   |                   |                   |             |             |  |  |               |                   |                   |               |               |   |    |              |                   |              |              |              |  |

### Sezione 2
|  | Primo turno       | Primo turno       | Primo turno       | Primo turno | Primo turno |  |  | Secondo turno | Secondo turno | Secondo turno | Secondo turno | Secondo turno |    |   | Ultimo turno | Ultimo turno  | Ultimo turno  | Ultimo turno | Ultimo turno |  |
|  |                   |                   |                   |             |             |  |  |               |               |               |               |               |    |   |              |               |               |              |              |  |
|  |                   |                   |                   |             |             |  |  |               |               |               |               |               |    |   |              |               |               |              |              |  |
|  |                   |                   |                   |             |             |  |  | 2             | Ricardo Mello | Ricardo Mello | 6             | 7             |    |   |              |               |               |              |              |  |
|  | Tommi Lenho       | Tommi Lenho       | Tommi Lenho       | 6           | 6           |  |  |               | Tommi Lenho   | Tommi Lenho   | 4             | 5             |    |   |              |               |               |              |              |  |
|  | Dejan Petrović    | Dejan Petrović    | Dejan Petrović    | 4           | 1           |  |  |               |               |               |               |               |    |   | 2            | Ricardo Mello | Ricardo Mello | 7            | 6            |  |
|  | Pedro Braga       | Pedro Braga       | Pedro Braga       | 6           | 3           |  |  |               |               | 7             | Marcos Daniel | Marcos Daniel | 62 | 3 |              |               |               |              |              |  |
|  | Gustavo Marcaccio | Gustavo Marcaccio | Gustavo Marcaccio | 3           | 1r          |  |  |               | Pedro Braga   | 4             | 7             | 2r            |    |   |              |               |               |              |              |  |
|  |                   |                   |                   |             |             |  |  | 7             | Marcos Daniel | 6             | 5             | 1             |    |   |              |               |               |              |              |  |
|  |                   |                   |                   |             |             |  |  |               |               |               |               |               |    |   |              |               |               |              |              |  |

### Sezione 3
|  | Primo turno         | Primo turno         | Primo turno    | Primo turno | Primo turno |  |  | Secondo turno | Secondo turno       | Secondo turno       | Secondo turno     | Secondo turno     |   |    | Ultimo turno | Ultimo turno        | Ultimo turno        | Ultimo turno | Ultimo turno |  |
|  |                     |                     |                |             |             |  |  |               |                     |                     |                   |                   |   |    |              |                     |                     |              |              |  |
|  |                     |                     |                |             |             |  |  |               |                     |                     |                   |                   |   |    |              |                     |                     |              |              |  |
|  |                     |                     |                |             |             |  |  | 3             | Daniel Melo         | Daniel Melo         | 2                 | 3                 |   |    |              |                     |                     |              |              |  |
|  | Mashiska Washington | Mashiska Washington | 6              | 3           | 6           |  |  |               | Mashiska Washington | Mashiska Washington | 6                 | 6                 |   |    |              |                     |                     |              |              |  |
|  | Lee Childs          | Lee Childs          | 4              | 6           | 3           |  |  |               |                     |                     |                   |                   |   |    |              | Mashiska Washington | Mashiska Washington | 7            | 7            |  |
|  | Rodrigo Monte       | Rodrigo Monte       | Rodrigo Monte  | 6           | 6           |  |  |               |                     | 5                   | Ignacio Hirigoyen | Ignacio Hirigoyen | 5 | 63 |              |                     |                     |              |              |  |
|  | Antonio Prieto      | Antonio Prieto      | Antonio Prieto | 3           | 4           |  |  |               | Rodrigo Monte       | Rodrigo Monte       | 1                 | 2                 |   |    |              |                     |                     |              |              |  |
|  |                     |                     |                |             |             |  |  | 5             | Ignacio Hirigoyen   | Ignacio Hirigoyen   | 6                 | 6                 |   |    |              |                     |                     |              |              |  |
|  |                     |                     |                |             |             |  |  |               |                     |                     |                   |                   |   |    |              |                     |                     |              |              |  |

### Sezione 4
|  | Primo turno                       | Primo turno                       | Primo turno                       | Primo turno | Primo turno |  |  | Secondo turno | Secondo turno                     | Secondo turno                     | Secondo turno  | Secondo turno |   |   | Ultimo turno | Ultimo turno    | Ultimo turno | Ultimo turno | Ultimo turno |  |
|  |                                   |                                   |                                   |             |             |  |  |               |                                   |                                   |                |               |   |   |              |                 |              |              |              |  |
|  |                                   |                                   |                                   |             |             |  |  |               |                                   |                                   |                |               |   |   |              |                 |              |              |              |  |
|  |                                   |                                   |                                   |             |             |  |  | 4             | Francisco Costa                   | Francisco Costa                   | 6              | 6             |   |   |              |                 |              |              |              |  |
|  | Manuel-Angel Sala-Martin De Rueda | Manuel-Angel Sala-Martin De Rueda | Manuel-Angel Sala-Martin De Rueda | 6           | 6           |  |  |               | Manuel-Angel Sala-Martin De Rueda | Manuel-Angel Sala-Martin De Rueda | 1              | 2             |   |   |              |                 |              |              |              |  |
|  | Lenoir Ramos                      | Lenoir Ramos                      | Lenoir Ramos                      | 2           | 1           |  |  |               |                                   |                                   |                |               |   |   | 4            | Francisco Costa | 3            | 6            | 6            |  |
|  | Tapio Nurminen                    | Tapio Nurminen                    | Tapio Nurminen                    | 6           | 6           |  |  |               |                                   |                                   | Tapio Nurminen | 6             | 3 | 2 |              |                 |              |              |              |  |
|  | Fábio Silva                       | Fábio Silva                       | Fábio Silva                       | 0           | 0           |  |  |               | Tapio Nurminen                    | Tapio Nurminen                    | 6              | 6             |   |   |              |                 |              |              |              |  |
|  |                                   |                                   |                                   |             |             |  |  | 8             | Júlio Silva                       | Júlio Silva                       | 3              | 4             |   |   |              |                 |              |              |              |  |
|  |                                   |                                   |                                   |             |             |  |  |               |                                   |                                   |                |               |   |   |              |                 |              |              |              |  |